# Халдеево (Томская область)
Халде́ево — деревня в Томском районе Томской области. Входит в состав Турунтаевского сельского поселения. Население на 1 января 2015—283 чел.
Расстояние до Томска — 36 километров, до Турунтаева (центр поселения) — 25 километров.
Автобусное сообщение с Томском осуществляется с помощью междугородных автобусных маршрутов № 515 (Томск — Асино) и № 518 (Томск — Белый Яр), курсирующих с томского автовокзала.

## Население
| 2002 | 2008 | 2009 | 2010 | 2011 | 2012 | 2013 |
| ---- | ---- | ---- | ---- | ---- | ---- | ---- |
| 339  | ↘321 | ↘315 | ↘295 | →295 | ↘284 | ↘282 |
| 2014 | 2015 | 2021 |      |      |      |      |
| ↘281 | ↗283 | ↗336 |      |      |      |      |

## Социальная сфера и экономика
В Халдееве есть школа (МОУ Халдеевская ООШ). Также работает детский сад. Медицинское обслуживание осуществляет местный фельдшерско-акушерский пункт. Действует почтовое отделение.
В селе работает 3 магазина, в одном из них строительно-хозяйственные товары. Есть пилорама, лесничество и отделение ДРСУ (Дорожно-ремонтного строительного управления).
В 2 км от деревни Халдеево расположено садовое общество «Надежда», на базе которого формируется экопоселение Русское Поле.
Халдеево является местом старта нескольких туристских маршрутов выходного дня:
- К высшей точке Томской области — пику Суетиловскому 272,4 м над уровнем моря
- К Малиновским гривам, в направлении Халдеево — с. Октябрьское.